# Tinoderus singularis
Tinoderus singularis  — вид жужелиц из подсемейства Harpalinae. Единственный представитель рода Tinoderus.

## Описание
Голова необычно узкая и длинная, позади глаз шеевидно удлинена, сверху без переднего вдавления позади глаз. Бока переднеспинки с округлённым выступом в середине. Параглоссы длиннее язычка, выступают в виде узких лопастинок.